# Robert Tourneur
Pour les articles homonymes, voir Thomas et Tourneur.
Louis-Léon-Robert-André Thomas dit Robert Tourneur, né le 31 octobre 1883 dans le 3e arrondissement de Paris et mort le 9 décembre 1940 dans le 18e arrondissement de Paris, est un acteur et un metteur en scène de théâtre et de cinéma français.

## Biographie
Fils d'un bijoutier de Belleville, il débute comme acteur en 1906 au Grand-Guignol, passe au théâtre des Arts puis au théâtre Cluny où il est également régisseur général et poursuit sa carrière au théâtre Réjane où il exerce des fonctions d'administrateur en octobre 1910. En mai 1911, il est nommé secrétaire général de la saison franco-viennoise au théâtre du Vaudeville, puis en janvier 1913 devient secrétaire de direction à la Comédie-Marigny jusqu'à la déclaration de guerre. 
Réformé pendant son service militaire en décembre 1904, il est maintenu dans ce statut au moment de la mobilisation générale en septembre 1914 puis affecté au service auxiliaire en mars 1917 à Ivry-sur-Seine puis à Nanterre jusqu'en mars 1919 date à partir de laquelle il est définitivement démobilisé.
De retour à la vie civile, il est nommé régisseur général du théâtre de l'Athénée puis du théâtre du Palais-Royal à partir de mars 1926, et enfin administrateur de la scène au théâtre de la Michodière en novembre 1927. En septembre 1932, il est chargé de l'administration des affaires théâtrales de Louis Verneuil,, avant que, trois ans plus tard en septembre 1935, Léon Volterra ne lui confie la direction de la scène du théâtre de Paris pour la saison 1935-1936.
Au cinéma, Robert Tourneur apparaît pour la première fois à l'écran en 1920 dans un moyen-métrage de Gaston Roudès. Il joue sous la direction de son neveu le cinéaste Jacques Tourneur en 1931 Tout ça ne vaut pas l'amour. 
Son dernier film L'Embuscade sort en avril 1941, cinq mois après son décès. Les causes de sa mort prématurée à l'âge de 57 ans à l'hôpital Bichat ne sont pas connues.
Frère de l'actrice Yvonne Mirval et du réalisateur Maurice Tourneur, Robert Tourneur est l'oncle du metteur en scène franco-américain Jacques Tourneur.

## Filmographie

### Comme acteur
- 1920 : Marthe de Gaston Roudès
- 1922 : Pasteur de Jean Epstein : M. Pasteur, le père
- 1922 : Vent debout, comédie dramatique en 6 parties de René Leprince : Formal
- 1923 : L'Auberge rouge de Jean Epstein : Hermann
- 1923 : Le Nègre du rapide numéro 13 de Joseph Mandement : Arsène Benzoli[14]
- 1931 : Ohé ! Ohé ! de Louis Mercanton (court métrage) : le maître d'hôtel
- 1931 : Échec et mat de Roger Goupillières : l'avocat
- 1931 : Faubourg Montmartre de Raymond Bernard : le gérant
- 1931 : Gagne ta vie d'André Berthomieu
- 1931 : Son Altesse l'amour d'Erich Schmidt et Robert Péguy
- 1931 : Tout ça ne vaut pas l'amour de Jacques Tourneur
- 1932 : Le Marchand de sable d'André Hugon
- 1933 : La Goualeuse de Fernand Rivers : un inspecteur
- 1939 : Vous seule que j'aime d'Henri Fescourt
- 1941 : L'Enfer des anges, de Christian-Jaque[15]
- 1941 : L'Embuscade de Fernand Rivers

### Comme metteur en scène
- 1930 : Un crime au music-hall, avec Nicole Rozan dans le rôle principal[16]
- 1940 : La Valse de l'adieu, avec Annie Vernay dans le rôle de Maria Wodzinska et Pierre Blanchar dans celui de Frédéric Chopin[17]

## Théâtre

### Comme comédien
- 1906 : Les Trois Messieurs du Havre, pièce de Léo Marchez et Clément Vautel, au théâtre du Grand-Guignol (2 novembre) : un garçon de bureau[18]
- 1907 : Madame Gosse, comédie légère en 4 actes de Marguerite Rolland, au théâtre des Arts (10 février) : Barsanges[19]
- 1907 : Le Monsieur de l'arbre, comédie en 1 acte d'Edouard Daurelly, au théâtre Cluny (7 septembre) : Armand de Fonvielle
- 1909 : Le Scandale, d'Henry Bataille, au Théâtre de la Renaissance (septembre) : M. Gruz
- 1912 : La Part du feu, comédie en 4 actes d'André Mouëzy-Eon et Marcel Nancey, au théâtre des Bouffes-Parisiens (24 décembre) puis en tournée : Raoul Tanneron
- 1917 : La Rafale, pièce en 3 actes d'Henry Bernstein, au Théâtre-Français en tournée à New-York (avril) : M. de la Vieillarde[20]
- 1918 : Madame et son filleul, vaudeville en 3 actes de Maurice Hennequin, Pierre Véber et Henry de Gorsse, au théâtre Cluny (16 mars) : Laubrisset
- 1918 : La Revue des Bouffes, revue en 2 actes et un prologue de Dominique Bonnaud, Henri Battaille et Léon Michel, musique d'André Colomb, au théâtre des Bouffes-Parisiens (28 septembre)
- 1919 : Pomarol a du cran !, vaudeville en 3 actes d'André Mouëzy-Eon et André Bisson, à la Scala (10 septembre)
- 1920 : La Belle aventure, comédie en 3 actes de Robert de Flers et Gaston de Caillavet, au théâtre de l'Athénée (31 mars) : Chartrain
- 1920 : Le Retour, comédie en 3 actes et un prologue de Robert de Flers et de Francis de Croisset, au théâtre de l'Athénée (26 octobre) : Brincard
- 1921 : Le Paradis fermé, pièce en 3 actes de Maurice Hennequin et Romain Coolus, au théâtre de l'Athénée (novembre)
- 1922 : Les Précieuses ridicules, comédie en 1 acte et en prose de Molière, au théâtre de l'Athénée (15 janvier) : un porteur
- 1922 : Atout ... Cœur !, comédie en 3 actes de Félix Gandéra, au théâtre de l'Athénée (17 mars) : le tapissier
- 1922 : La Sonnette d'alarme, comédie en 3 actes de Maurice Hennequin et Romain Coolus, au théâtre de l'Athénée (15 décembre) : Adolphe Bridac
- 1923 : L'Autruche, comédie en 3 actes de Romain Coolus, au théâtre Michel (26 janvier) : Zozo
- 1923 : Romance, pièce en 3 actes de Robert de Flers et Francis de Croisset, d'après l'œuvre de William Sheldon, au théâtre de l'Athénée (24 décembre) : le maître d'hôtel
- 1924 : La Vie de garçon, comédie en 3 actes de Félix Gandéra, au théâtre de l'Athénée (janvier) : le chroniqueur mondain
- 1924 : Mon Bébé, comédie-bouffe en 3 actes de Maurice Hennequin, d'après Baby Mine de Margaret Hayo, mise en scène de Max Dearly, au théâtre de l'Ambigu (24 juin) : William Harrison
- 1924 : Le Cœur dispose, comédie en 3 actes de Francis de Croisset, au théâtre de l'Athénée (10 octobre) : le vicomte de Drossais
- 1925 : La Vie de Garçon, comédie de Félix Gandéra, au théâtre de l'Athénée (1er janvier) : Juvénal
- 1925 : Octave, comédie en 1 acte d'Yves Mirande, au théâtre des Champs-Elysées (août)
- 1926 : Les Nouveaux Messieurs, comédie en 4 actes de Robert de Flers et Francis de Croisset, au Théâtre de l'Athénée (12 février) : Gareau
- 1926 : La Rose de septembre, comédie en 3 actes de Jacques Deval, au théâtre de l'Athénée (2 mars) : Kaluko
- 1926 : Le Figurant de la Gaîté, pièce en 3 actes et 4 tableaux d'Alfred Savoir, mise en scène d'Edmond Roze, au théâtre Daunou (26 mars) : le régisseur
- 1926 : Au premier de ces Messieurs, pièce en 3 actes d'Yves Mirande et André Mouëzy-Eon, au théâtre du Palais-Royal (14 mai) : le commissaire de police
- 1926 : Le Monsieur de Cléopâtre, pièce en 4 actes de Paul Armont et Marcel Gerbidon, au théâtre du Palais-Royal (26 décembre) : Hector
- 1927 : On ne roule pas Antoinette, pièce en 3 actes de Maurice Hennequin et Pierre Véber, mise en scène d'Edmond Roze, au théâtre du Palais-Royal (mars) : le commissaire de police
- 1927 : Vient de paraître, comédie en 4 actes d'Édouard Bourdet, mise en scène de Victor Boucher, Théâtre de la Michodière (25 novembre) : Félix[21]
- 1928 : Sur mon beau navire, comédie en 3 actes de Jean Sarment, mise en scène de Victor Boucher, au théâtre de la Michodière (30 novembre) : le stewart
- 1929 : Le Trou dans le mur, comédie en 4 actes d'Yves Mirande, au théâtre de la Michodière (29 janvier) : l'inspecteur des téléphones
- 1929 : Le Sexe faible, comédie en 3 actes d'Edouard Bourdet, mise en scène de Victor Boucher, au théâtre de la Michodière (10 décembre) : Jules
- 1931 : La Banque Némo, comédie en 3 actes et 9 tableaux de Louis Verneuil, au théâtre de la Michodière (21 novembre)
- 1932 : Une femme ravie, pièce en 4 actes de Louis Verneuil, au Théâtre de Paris (4 octobre) : Pignolet
- 1934 : L'Homme n° 15, pièce en 3 audiences d'Edward Wooll, adaptation française et mise en scène de Max Dearly, au théâtre Antoine (22 décembre) : Frank Welney
- 1935 : Fallait pas m'écraser !, vaudeville en 2 actes et 4 tableaux de Jean Guitton, au théâtre de la Renaissance (29 janvier) : le docteur Jestoubis

### Comme metteur en scène
- 1936 : La Fessée, comédie en 3 actes de Jean de Létraz, au théâtre de Paris (14 décembre)[22]
- 1937 : La Belle saison, opérette à grand spectacle en 2 actes et 12 tableaux de Jean de Létraz, musique de Jean Delettre, au théâtre Marigny (29 juin)[23]
- 1937 : La Chance, pièce gaie en 3 actes de Jean de Létraz, au théâtre de Paris (10 décembre)[24]